# Подгорно-Байларское сельское поселение
Подгорно-Байларское се́льское поселе́ние — муниципальное образование в Мензелинском районе Татарстана Российской Федерации.
Административный центр — село Подгорный Байлар.

## История
Статус и границы сельского поселения установлены Законом Республики Татарстан от 31 января 2005 года № 50-ЗРТ «Об установлении границ территорий и статусе муниципального образования "Мензелинский муниципальный район" и муниципальных образований в его составе».

## Население
| 2010 | 2011 | 2012 | 2013 | 2014 | 2015 | 2016 |
| ---- | ---- | ---- | ---- | ---- | ---- | ---- |
| 816  | ↘810 | ↘786 | ↘777 | ↘773 | →773 | ↘762 |
| 2017 | 2018 |      |      |      |      |      |
| ↘753 | ↘727 |      |      |      |      |      |

## Состав сельского поселения
| № | Населённый пункт | Тип населённого пункта       | Население |
| - | ---------------- | ---------------------------- | --------- |
| 1 | Деуково          | село                         |           |
| 2 | Мияшево          | деревня                      |           |
| 3 | Подгорный Байлар | село, административный центр |           |